# Yves Bugnon
Pour les articles homonymes, voir Bugnon.
Yves Bugnon, né le 17 septembre 1957, est un musicien, chanteur et chef de chœur vaudois.

## Biographie
Yves Bugnon grandit à Cully dans un univers familial marqué par la musique. Ses parents chantent avec lui lors des offices religieux. Son parrain est organiste et chef de chœur, et son grand-père joue de l’harmonium. Yves Bugnon est enfant de chœur dans sa paroisse. Pour lui, le chant est une passion. À l'âge de dix-huit ans seulement, le jeune chanteur prend la tête du chœur paroissial. L'expérience est très enrichissante. Il interprète alors beaucoup de musique liturgique. Passionné de musique d'essence religieuse, et dans un souci de respect des religions, Yves Bugnon met sur pied un chœur œcuménique dont le répertoire sera très varié et très ouvert. Il suit une formation de chant au Conservatoire de Lausanne ainsi qu'à la Schola Cantorum de Bâle. Grâce à son apprentissage d'accordeur de piano, il finance ses études. Il termine avec succès sa formation musicale et obtient donc un diplôme d'enseignement du chant. Il chante durant dix ans à l'Ensemble vocal de Lausanne alors dirigé par Michel Corboz.
Professeur de chant et de musique, Yves Bugnon est aussi directeur de chœur. Il dirige pendant sept ans le groupe vocal Ars Laeta fondé en 1971 par Robert Mermoud. À Renens, il dirige le Chœur d'hommes et le Chœur de dames. En 1989, Yves Bugnon prend la tête de la Chorale de Montreux qui, après la Fête des Vignerons, deviendra le Chœur d’Oratorio de Montreux. En 1999, il crée et dirige la Maîtrise du Conservatoire de Lausanne, formation qui permet aux jeunes de perfectionner leur voix, de chanter dans un chœur et d'approfondir leur culture musicale. Cette même année, pour la Fête des vignerons, Yves Bugnon dirige le Chœur du Jardin d'Orphée.
En 2002, Yves Bugnon prend la tête du Chœur suisse des jeunes dans un répertoire populaire et classique, mélangeant toutes les langues et tous les styles. L'année suivante, il prend la direction du Chœur symphonique de l’Université de Lausanne. Il dirige le chœur d'enfants qu'il a lui-même créé, Les petits chanteurs de Lausanne. Il participe souvent à l'animation de stages de chant choral, d'initiation au chant grégorien et donne des cours de formation de choriste et de chef de chœur. Il dirige aussi le chœur du Gymnase de Burier, dans lequel il enseigne la musique. En 2006, son investissement pour la musique romande est récompensé par le Prix de l'Eveil attribué par la Fondation vaudoise pour la culture.

## Sources
- « Yves Bugnon », sur la base de données des personnalités vaudoises sur la plateforme « Patrinum » de la Bibliothèque cantonale et universitaire de Lausanne.
- 24 Heures, 2002/06/14, p. 34 & 2006/09/29, p. 12
- Le Temps, 2004/06/18